# SN 2006F
SN 2006F var en typ Ib supernova i galaxen NGC 953 218 miljoner ljusår ifrån oss. Den upptäcktes i stjärnbilden Väduren den 11 januari, 2006. Den nådde en högsta magnitud på +17,3.